# Sydney Long

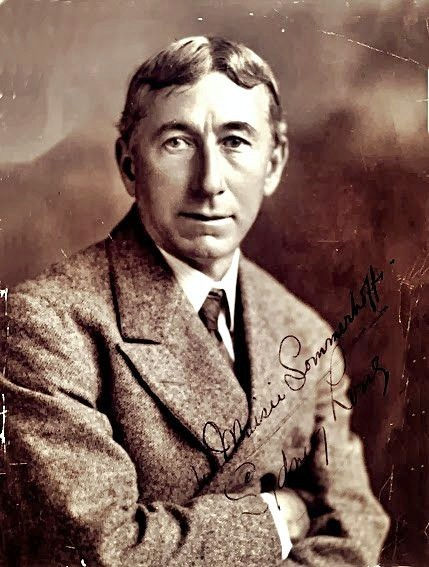
Sydney Long, 1920er Jahre

Sydney Long (* 20. August 1871 in Goulburn, New South Wales; † 23. Januar 1955 in London) war ein australischer Maler und Radierer, der als wichtiger Vertreter des Symbolismus in der australischen Kunst gilt.

## Leben

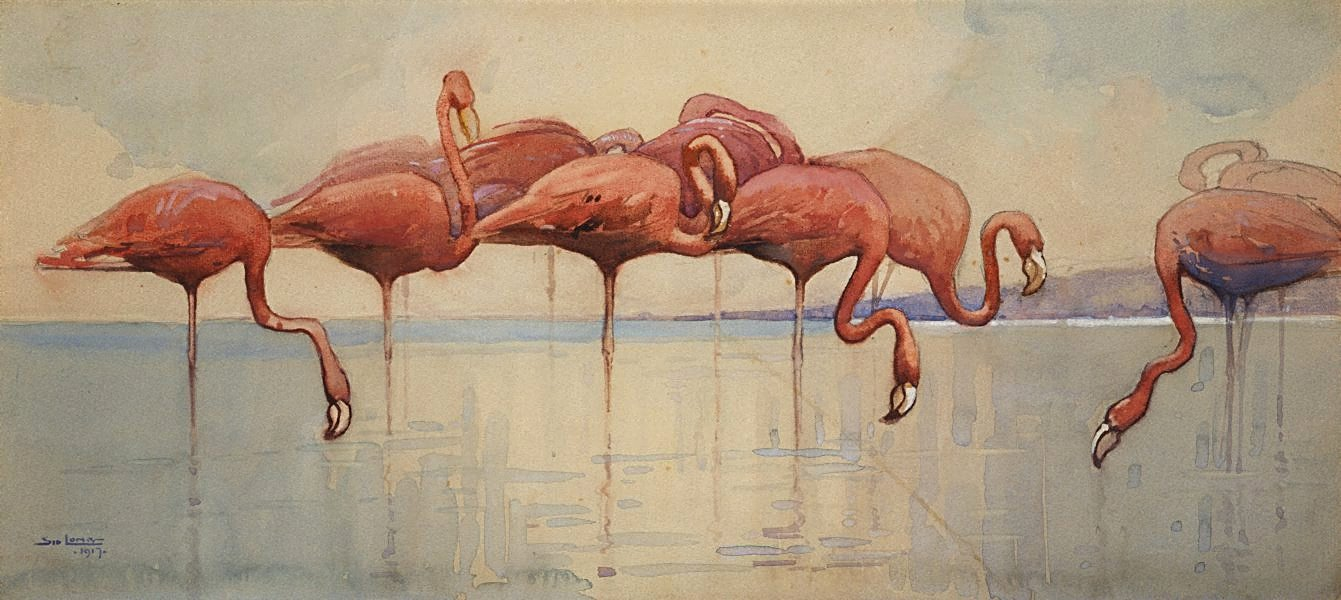
Flamingos, 1917. Art Gallery of NSW

Sydney Long wurde 1871 in Goulburn, New South Wales, als fünftes Kind des Iren James Long und seiner einheimischen Frau Susan (geb. Fletcher) geboren. Er besuchte die Goulburn Boys’ High School und zog um 1888 nach Sydney. Dort arbeitete er bei einem Weinhändler und studierte 1892–96 an der Art Society of New South Wales bei Alfred James Daplyn, Frank Mahoney und Julian Ashton.

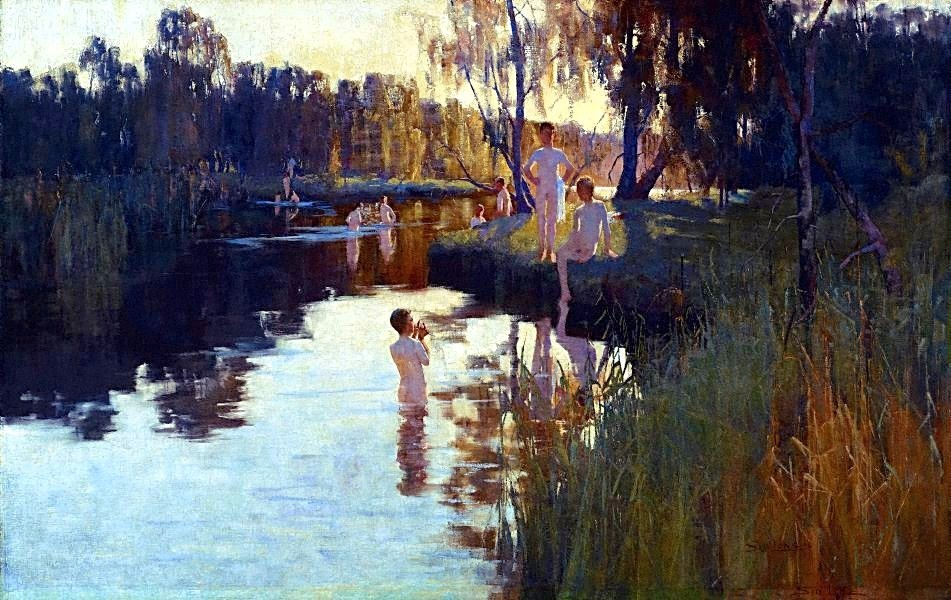
By tranquil waters (An ruhigen Gewässern) 1894. Art Gallery of NSW

Erste größere Aufmerksamkeit erregte Sydney Long 1894 mit dem Gemälde By Tranquil Waters, das eine impressionistische Szene badender Jungen am Cook River zeigt. Das Werk wurde von der Art Gallery of New South Wales erworben und etablierte Sydney Long als Künstler. Er wurde hauptberuflich Maler und ergänzte sein Einkommen durch das Unterrichten von Privatschülern. Als sich die Art Society 1895 spaltete und die Society of Artists in Sydney, von Julian Ashton, Tom Roberts, Arthur Streeton und anderen gegründet wurde, schloss sich Sydney Long dieser Gruppe an und wurde in den Vorstand gewählt. 1898 wurde er ihr Präsident. In dieser Zeit entwickelte Sydney Long seinen unverwechselbaren symbolistischen Stil, der stark von der englischen ästhetischen Bewegung beeinflusst war.
Zu seinen bekanntesten Werken zählen Pan, Midday, Flamingoes, Spirit of the Plains und The Valley, die sich heute in bedeutenden australischen Kunstsammlungen befinden. 1898 verlobte er sich mit seiner Künstlerkollegin Thea Proctor, die jedoch die Verlobung löste, nachdem sie nach Europa gegangen war.

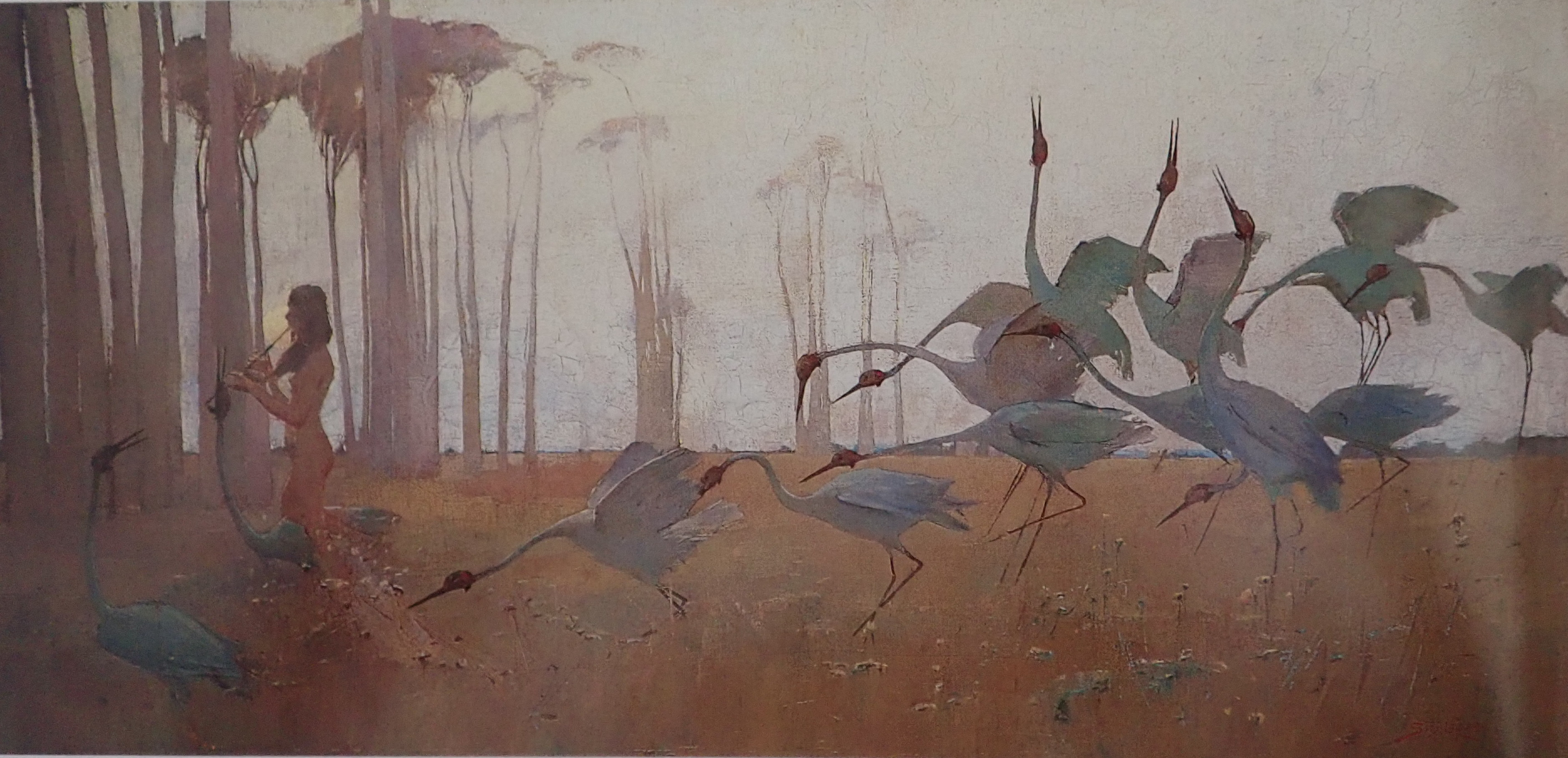
Spirit of the Plains (Der Geist der Prärie) 1897. Queensland Art Gallery

Nach einigen Schaffensjahren in Sydney zog Sydney Long 1910 nach London. Er studierte Radierung bei Frank Emanuel und Malcolm Osborne in London und begann 1918/19 ernsthaft mit der Radierung, der er in den folgenden zwölf Jahren einen Großteil seiner Zeit widmete. Der Verkauf seiner Radierungen war sein Lebensunterhalt und trug dazu bei, seinen Ruf in London zu begründen. und wurde 1920 Mitglied der Royal Society of Painter-Etchers and Engravers. 1921 kehrte Long nach Australien zurück und wurde Gründungsmitglied der Australian Painter-Etchers' Society.
Obwohl Sydney Long in England nur mäßigen Erfolg hatte und es ihm an finanzieller Sicherheit mangelte, blieb er ein wichtiger Vertreter der australischen Kunstszene. Longs Karriere als Radierer ging in den 1930er Jahren zurück, als der Markt für Radierungen zusammenbrach und er sich wieder der Malerei zuwandte. In den Jahren 1938 und 1940 gewann er den renommierten Wynne-Preis für Landschaftsmalerei.

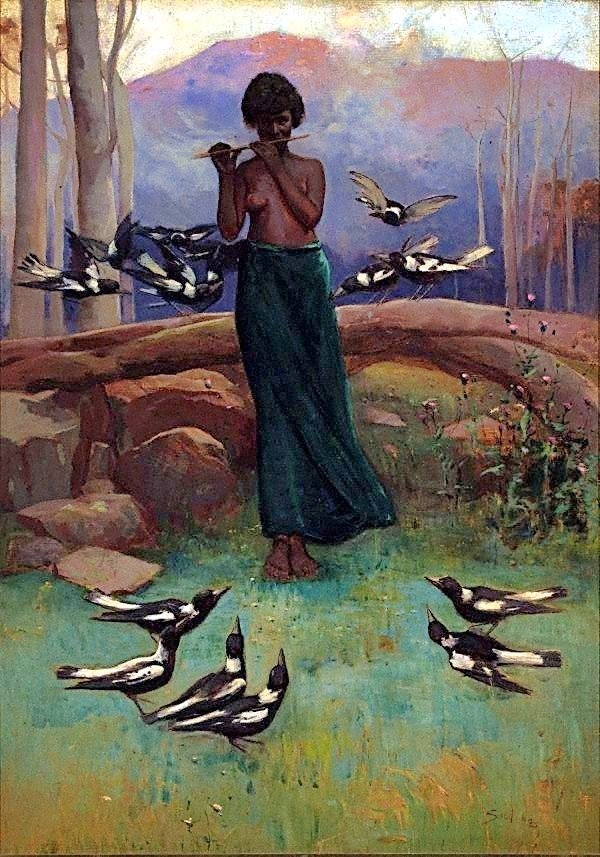
The music lesson (Der Musikunterricht) 1904. Ophthalmic Research Institute of Australia

Seine späteren Jahre waren geprägt von einer ablehnenden Haltung gegenüber jüngeren Künstlern und einer Verbitterung über seine erfolgreicheren Zeitgenossen. 1952 kehrte er mit seiner Frau nach London zurück, wo er am 23. Januar 1955 starb. Er wurde auf dem Friedhof von Streatham beigesetzt.

## Werk
Sydney Long ist vor allem für seine vom Jugendstil inspirierten Darstellungen der australischen Landschaft bekannt. Indem er Elemente dieses dekorativen Stils mit mythologischen Motiven verband, schuf Long in den 1890er Jahren eine Reihe bahnbrechender Gemälde, die eine alternative Sichtweise auf die australische Landschaft darstellten. Die meisten seiner Hauptwerke aus dieser Zeit befinden sich in öffentlichen Sammlungen: Pan, Midday und Flamingoes (Art Gallery of New South Wales), Spirit of the Plains (Queensland Art Gallery) und The Valley (Art Gallery of South Australia).